# Voor jou (Frans Bauer)
Voor jou is een studioalbum van de Nederlandse zanger Frans Bauer uit 1996.

## Geschiedenis
Van het album zijn drie hitsingles afkomstig, namelijk "Op rode rozen vallen tranen", "Eens komt er voor jou een dag" en "Nu zijn we alle twee artiesten", een duet met Pierre Kartner alias Vader Abraham, een van Bauers grote voorbeelden. Mede door het succes van de single "Op rode rozen vallen tranen" kwam het album op nummer 1 binnen in de Nederlandse Top 40. Het was daarmee Bauers eerste album dat de nummer 1-positie in de Top 40 haalde. Het album werd geproduceerd door Riny Schreijenberg en Emile Hartkamp.
Naar aanleiding van de verschijning van dit album werd ook voor het eerst een muziekspecial rondom Frans Bauer opgenomen. Als speciale aflevering van het Nederlandstalige muziekprogramma Op nieuwe toeren bracht Bauer hierin vanuit Spanje enkele liedjes van dit album, evenals de "Julio Medley" van het voorgaande album (Veel Liefs). Deze special werd later in een hergemonteerde versie op video uitgebracht, waarbij (op ietwat abrupte wijze) de volgorde van de special overhoop was gehaald, extra interviews met Tom Blom tussen de liedjes door waren toegevoegd en de titels van Op nieuwe toeren waren weggemonteerd. Deze versie verscheen in 2003 in een heruitgave op dvd.

## Tracklist
1. Op rode rozen vallen tranen
2. Eens komt er voor jou een dag
3. Ik zal jou nooit meer vergeten
4. Viva holiday
5. De spiegel van het leven
6. Morgenvroeg bij jij mijn bruid
7. Weer vrij zijn als 'n vogel
8. Nu Zijn We Alle Twee Artiesten
9. Op Weg Naar Al Mijn Dromen
10. Zolang Er Dagen Zijn
11. Zet De Tijd Maar Stil Vandaag
12. Je Hoeft Me Niet Te Zeggen
13. Heimwee Naar Santa (sic) Domingo
14. Ik Zal Geen Traan Meer Om Je Laten
15. Zo Is Het Leven
16. Ik Kan Van Jou Geen Afscheid Nemen